# Супрасл (река)
Супрасл (пољ. Supraśl, некада Спшонсла - пољ. Sprząśla) је река у источној Пољској. Супрасл је десна притока реке Нарев (пољ. Narew) која целим својим током протиче кроз Подласко војводство. Дугачка је 93,8 km, а површина њеног слива износи 1844,4 km². Река настаје из мочвара северно од села Топлани (пољ. Topolany). Горњим током Супрасл протиче кроз Книшињску прашуму (пољ. Puszcza Knyszyńska), а река пролази и кроз насеља: Михалово (пољ. Michałowo), Гродек (пољ. Gródek), Супрасл (град) (пољ. Supraśl), Василков (пољ. Wasilków) и долази до предграђа Бјалистока. Супрасл се улива у Нарев на 299,8 km тока те реке, у селу Злоторија (пољ. Złotoria).
Главне притоке су: Соколда (пољ. Sokołda), Плоска (пољ. Płoska), Ђерњјаковка (пољ. Dzierniakówka), Пилњица (пољ. Pilnica), Бјала (пољ. Biała), Чарна (пољ. Czarna), Гжибовка (пољ. Grzybówka), Слоја (пољ. Słoja).
Река је богата пастрмком и липљанима.
Супрасл је извор пијаће воде за Бјалистоцку агломерацију. У новембру 2007. године је почела мелиоризација реке, а планирано је да се она изврши и на целом речном кориту. Радови на уређењу корита су изазвали и критике дела јавности која сматра да се овим радовима река уништава и да они могу изазвати поплаве у низводним деловима реке.